# 中之条町営バス

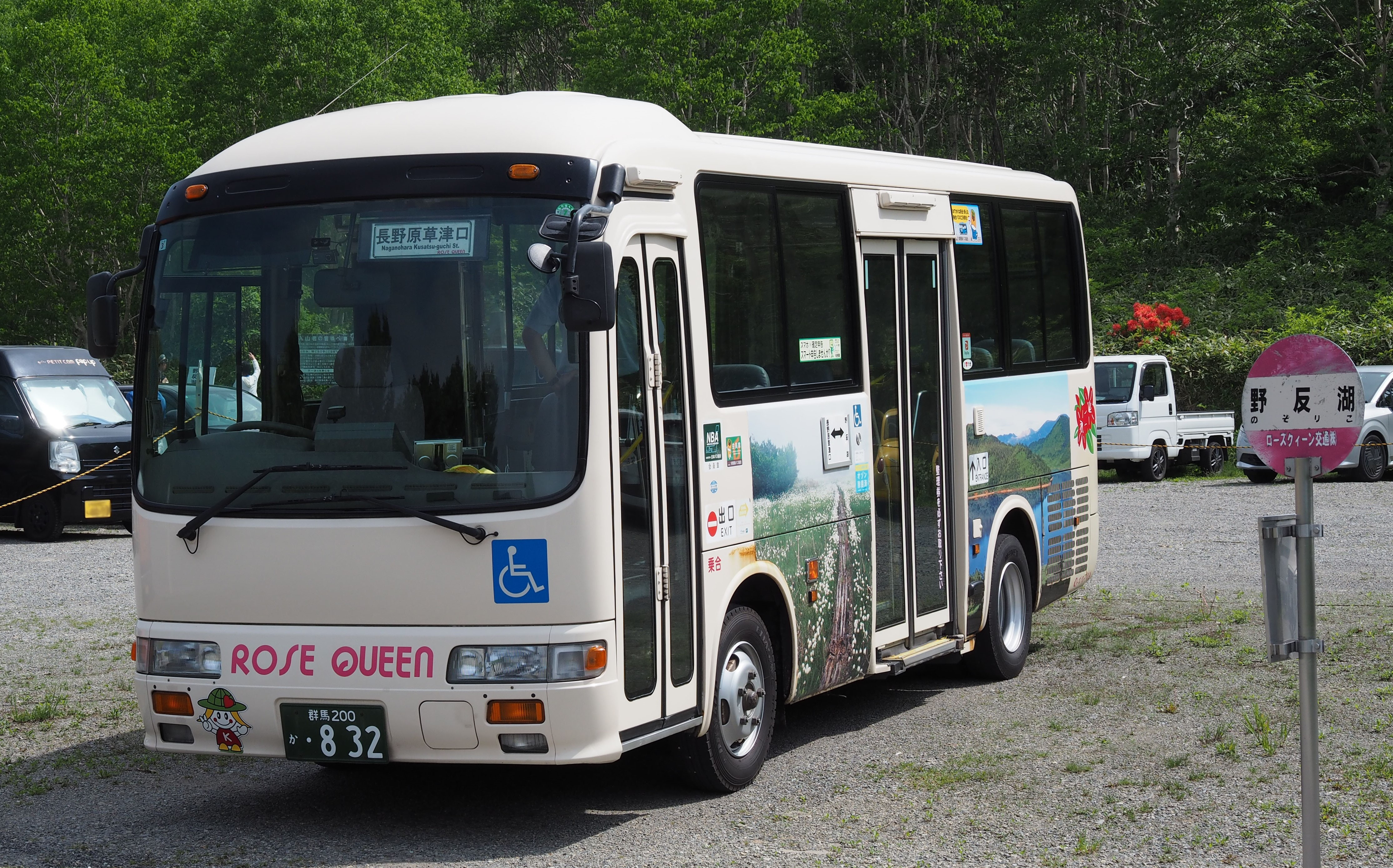
中之条町営バス（野反湖バス停にて）

中之条町営バス（なかのじょうちょうえいバス）は、群馬県吾妻郡中之条町（なかのじょうまち）の六合（くに）地区（旧六合村）を運行するコミュニティバスである。ローズクィーン交通が受託している。

## 沿革
- 2009年（平成21年）4月1日　
ジェイアールバス関東の花敷線が前日の3月31日の運行をもって廃止されたことに伴い、当時の自治体である六合村（くにむら）が「六合村村営バス」として運行開始。
- 2010年（平成22年）3月28日
六合村が中之条町に合併されたことにより、中之条町営バスとして継承された。

## 現行路線
長野原草津口 - 太子 - 道の駅六合 - 花敷温泉 - 野反峠 - 野反湖
- 花敷温泉 - 野反湖は冬期運休。